# Фрідланд (Мекленбург-Передня Померанія)
Фрідланд (нім. Friedland) — місто в Німеччині, розташоване в землі Мекленбург-Передня Померанія. Входить до складу району Мекленбургіше-Зенплатте. Центр об'єднання громад Фрідланд.
Площа — 132,62 км2. Населення становить 6403 ос. (станом на 31 грудня 2020).